# Sputnik 8A91
Sputnik 8A91 – jedna z pierwszych radzieckich rakiet nośnych. Wystartowały tylko jej dwa egzemplarze z satelitami Sputnik 3. Pierwszy start zakończył się niepowodzeniem – rakieta eksplodowała. Drugi egzemplarz wyniósł zapasowego satelitę, znanego nam jako Sputnik 3. Oznaczenie nadane rakiecie przez Departament Obrony Stanów Zjednoczonych to SL-2.

## Chronologia
1. 27 kwietnia 1958, 09:01 GMT; s/n B1-2; miejsce startu: Bajkonur (LC1), Kazachstan
Ładunek: Sputnik 3; Uwagi: start nieudany - eksplozja rakiety w 88. sekundzie. Prawdopodobną przyczyną były zbyt silne drgania w członach zerowych rakiety.
2. 15 maja 1958, 07:00 GMT; s/n B1-1; miejsce startu: Bajkonur (LC1), Kazachstan
Ładunek: Sputnik 3; Uwagi: start udany